# چو کیوهیون
چو کیوهیون (به کره‌ای: 규현) (زاده ۳ فوریهٔ ۱۹۸۸- سئول) یک خواننده و هنرپیشه اهل کره جنوبی است. او عضو گروه سوپرجونیور، سوپرجونیور ام و سوپرجونیور کی. آر. وای می‌باشد. کیوهیون مکنه گروه یا جوانترین فرد گروه است که جزو سه وکالیست اصلی گروه نیز می‌باشد. کیوهیون عضو سابق گروه S.M. The Ballad بود.
چوکیوهون سابقه همکاری با دیگر خوانندگان و گروه‌های موسیقی مانند چویی جونگ-این، یون جونگ-شین و وانا وان را نیز در کارنامه دارد.

## زندگی شخصی
کیوهیون در سئول به دنیا آمد.او یک خواهر بزرگتر به نام چو آرا دارد.پدر وی در کسب و کار آموزش پرورش است و صاحب یک مدرسه و چندین موسسه زبان است.مادر او صاحب یک آکادمی و مهمانخانه ای به نام 'MOM House' دارد.کیوهیون که حقوق میخواند اگر خواننده نمیشد حالا یک وکیل بود.در دبیرستان علاقه اش به خوانندگی بیشتر شد.پدرش مخالف خوانندگی او بود و تنها در صورتی به او این اجازه را میداد که کیوهیون در آزمون ورودی دانشگاه را به خوبی بگذراند و در یک دانشگاه قبول شود.کیوهیون در دانشگاه Kyunghee در یکی از رشته های موسیقی ادامه تحصیل داد.در سال 2013 لیسانس خود را گرفت و بعد از آن دوره ی کارشناسی ارشد را گذراند.